# Wigners Freund
Wigners Freund ist eine Erweiterung des Gedankenexperimentes „Schrödingers Katze“ durch Eugene Paul Wigner und bezieht sich auf das Messproblem der Quantenmechanik. Das Beispiel illustriert eine idealistische oder subjektivistische Interpretation der Quantenmechanik bzw. eine Folgespekulation zu einer solchen. Bei dem ursprünglichen „Wigners-Freund“-Gedankenexperiment werden keine Dekohärenz-Effekte berücksichtigt, weshalb die darauf aufbauende Argumentation von Wigner selbst in den 1970er Jahren verworfen wurde und in der ursprünglichen Form in dem heutigen wissenschaftlichen und philosophischen Diskurs als überholt gilt. Weiterentwickelte Varianten des Gedankenexperiments wurden allerdings auch veröffentlicht.

## Grundlagen und Gedankenexperiment
Die Axiome der Quantenmechanik postulieren in gängigen Fassungen, dass sich quantenmechanische Systeme bis zum Zeitpunkt einer Messung (in den allermeisten Fällen) in einem sogenannten Superpositionszustand befinden. Sobald wir messen, „sehen“ wir jedoch keinen unscharfen „überlagerten“ Wert, sondern einen exakten diskreten Zustandswert. Dies zu erklären ist eine der wichtigsten Herausforderungen für Interpretationen der Quantenmechanik und wird auch als quantenmechanisches Messproblem bezeichnet. Verschiedene übliche Behandlungsweisen identifizieren nun den Zeitpunkt der Messung mit dem Zeitpunkt, zu welchem das System aus einem „verschränkten“ Superpositionszustand in einen „reduzierten“ eindeutigen Zustand übergeht.
Eine etwas andere Auffassung soll Wigners Gedankenexperiment veranschaulichen. Angenommen, nicht nur eine Katze, sondern auch ein Beobachter (Wigners Freund) befindet sich in einer Anlage, die per Quantenexperiment den Tod der Katze auslöst oder dies nicht tut. Spätestens, sobald ein externer Beobachter (Wigner) von ihm das Messergebnis erfährt, gibt es eine eindeutige Beschreibung des gemessenen Systemzustands – so viel scheint unstrittig. Unklar ist aber, ob die Reduktion schon zuvor eintrat – nämlich als Wigners Freund sie (bewusst) sah. Würde sich an Stelle von Wigners Freund nämlich ein materielles Gerät befinden, wäre nach manchen Interpretationen der Quantenmechanik dessen Zustand verschränkt mit jenem der Katze und des (quantenmechanischen) Auslösers vor deren Tod. Ein solches Gerät wäre also selbst Teil eines verschränkten Superpositionszustands. Aus Sicht des zweiten Beobachters findet die Reduktion aber erst später statt. Da beide Beobachter gleichartig sind, ist dies paradox.

## Weiterentwicklung des Experiments
Im Jahr 2020 veröffentlichten Forscher eine Deutung und Auswertung eines Experimentes, das die Eigenschaften der Experimente „Schrödingers Katze“ und „Wigners Freund“ in Beziehung setzt und kombiniert. Bei der Auswertung und Interpretation ihres Experimentes sind „Beobachter“ nicht notwendigerweise Menschen oder Lebewesen wie Schrödingers Katze, sondern können auch Photonen oder die künstliche Intelligenz eines Quantencomputers sein.
Die Autoren der Studie folgern, falls die Quantentheorie auch auf makroskopischen Ebenen von „Beobachtern“ gültig ist, wäre mindestens eine von drei Schlussfolgerungen zutreffend, wonach entweder die Absolutheit beobachteter Ereignisse („Absoluteness of Observed Events“: beobachtete Ereignisse geschehen „tatsächlich“, unrelativ und einmalig), die physikalische „Lokalität“ (keine instantanen Effekte oder Eigenschaftskorrelationen räumlich getrennter Entitäten) jeweils falsch ist oder ein Superdeterminismus (alles ist seit Anbeginn vorherbestimmt, keine Retrokausalität) zutrifft. Jede dieser Schlussfolgerungen erfordert ein spezielles und möglicherweise ungewohntes Verständnis von Realität. Die Studie bestätigt das Fazit der bellschen Ungleichung.

## Philosophische Diskussion
Wigner selbst schloss daraus, dass es das nicht materielle Bewusstsein des Beobachters ist, das diesen von der materiellen Welt unterscheidet (vertrat also zumindest einen ontologischen Dualismus: es gibt mindestens noch einen weiteren Typ von Seiendem neben materiellem, wenn nicht einen Idealismus: alles ist immateriell).
Diese Grenze zwischen Materiellem und Immateriellem wäre nach Wigner genau jene Grenze von Quantenmechanik zu klassischer Mechanik, die auch als Heisenberg-Schnitt bezeichnet wird. Eine solche Grenze wird üblicherweise nicht formuliert, sondern materielle Systeme und „bewusste Beobachter“ werden prinzipiell gleich behandelt. Da aber das Messproblem damit schlicht offengehalten wird und der bewusste Beobachter zumindest die letzte Station zwischen Superposition und Reduktion ist und einige Theoretiker ohnehin dualistische oder idealistische bzw. konstruktivistische Vorstellungen haben, wurde seit von Neumann von einigen Interpreten dem Bewusstsein eine konstitutive Rolle für den Quantenkollaps bzw. überhaupt die Erzeugung von Realität zugewiesen. Ein bekannter Vertreter derartiger Theorien ist beispielsweise Henry Stapp.
Üblichere Ansichten gehen dahin, über Interaktion mit makroskopischen Objekten Reduktion bzw. Dekohärenz zu erklären. Sofern der Begriff „makroskopisch“ physikalisch präzisierbar ist (dies ist kontrovers), scheint damit – wie Kritiker von Theorien des „Kollaps qua Bewusstsein“ einwenden – vermieden, dass außerphysikalische Komponenten in die Quantenmechanik importiert werden. Zudem sei, so viele Kritiker, der physikalisch nicht präzisierbare Begriff „Bewusstsein“ notorisch unklar, beispielsweise hinsichtlich der Kriterien dafür, wann Bewusstsein vorliegt.
Das geschilderte Paradox ließe sich offenbar auch schlicht vermeiden, wenn die These aufgegeben wird, dass die Reduktion des Systemzustands erst zum Mitteilungszeitpunkt stattfindet. Dies soll aber in bestimmten idealistischen Interpretationen gerade nicht geschehen. Stattdessen werden alternative Ontologien und Epistemologien vorgeschlagen, um das Beispiel zu analysieren und an ihm eine idealistische Theorie zu illustrieren.
Ein extremes Beispiel ist der konstruktivistische Systemtheoretiker John L. Casti. Für den zweiten Beobachter gehöre der erste Beobachter genau wie die Katze mit zum System der Wellenfunktion. Für Wigner gehört die gesamte Welt dazu. Dadurch wird hier dem Bewusstsein die entscheidende Rolle bei der Reduktion der Wellenfunktion zugewiesen. Umgekehrt sind „die Dinge der Welt »dort draußen« nicht viel mehr als nützliche Konstruktionen“. Eine reale Welt unabhängig vom Bewusstsein existiere überhaupt nicht. Spekulationen wie diejenige Castis haben bisher wenig Anhänger unter Experten der Philosophie der Physik gefunden. Sie haben aber Ähnlichkeiten zu sonstigen Stellungnahmen von konstruktivistischen Theoretikern zur Philosophie der Quantenmechanik.
Wigners Interpretation und konstruktivistischen Auffassungen am nächsten kommt vielleicht die Klasse der relativistischen Interpretationen. Danach ist die Beschreibung eines Systemzustands relativ auf das beschreibende System, analog dazu, dass Raum- und Zeitbegriffe relativ auf die Bewegung (und Gravitation) des beschreibenden Systems sind (eine Analogiebildung zur Relativitätstheorie). Unklar ist, wie genau diese Analogie auszuarbeiten ist. Objektivität tritt, so eine Variante dieser Theorien (die etwa Rovelli vertritt) erst dann ein, wenn beschreibende Systeme interagieren.
Unter den verschiedenen realistischen Interpretationen der Quantenmechanik verdient Everetts Viele-Welten-Interpretation Erwähnung. Die unterschiedlichen Systemzustände sind demnach nicht in dieser Welt überlagert realisiert, sondern auf unterschiedliche Welten verteilt. Sobald wir messen, erfahren wir, welche davon unsere Welt ist. Eines der Probleme dieser Interpretation ist die Erklärung der Wahrscheinlichkeitsbelegung für zu erwartende Messergebnisse. Dieses Problem scheint auch Wigners Interpretation zu haben.
Eine komplizierte Mischform sind die many minds Theorien. Diesen zufolge sind die unterschiedlichen Systemzustände auf unterschiedliche Bewusstseine (ein und desselben Menschen) verteilt. Diese Theorien tragen eher realistische Züge, aber haben teilweise Gemeinsamkeiten mit der Theorieskizze Wigners, „Kollaps qua Bewusstsein“ und einigen relativistischen Theorien.
Wigners Szenario scheint eher zu nicht-realistischen Antworten einzuladen. Aus der Klasse von Interpretationen allgemein nicht-realistischen Typs ist die gut ausgearbeitete Auffassung van Fraassens erwähnenswert, die sich weniger auf den Sonderstatus von Bewusstsein als auf allgemeinere nichtrealistische wissenschaftstheoretische Grundlagen stützt.

## Belletristik
- In Stephen Baxters Science-Fiction-Buch Timelike Infinity (dt. Das Geflecht der Unendlichkeit) gibt es eine Sekte, die sich „Freunde Wigners“ nennt und mit ihrer Deutung des beschriebenen Paradoxons zerstörerische Taten rechtfertigt.